# Tour de Pirelonge
La tour de Pirelonge est une tour gallo-romaine maçonnée, aussi appelée pile, située à l'est de Saujon, sur le territoire de la commune de Saint-Romain-de-Benet (Charente-Maritime, France). Elle appartient au groupe des piles funéraires gallo-romaines du sud-ouest de la France, dont quelques exemples subsistent dans le Gers.
Ce monument construit sous l'Empire romain en bordure de la voie antique reliant Saintes à Bordeaux, est un cénotaphe se présentant sous la forme d'une colonne pleine, haute de 24 m, de section carrée, couronnée par un cône.
Relativement bien préservée, elle est protégée comme monument historique par la première liste publiée en 1840.

## Localisation

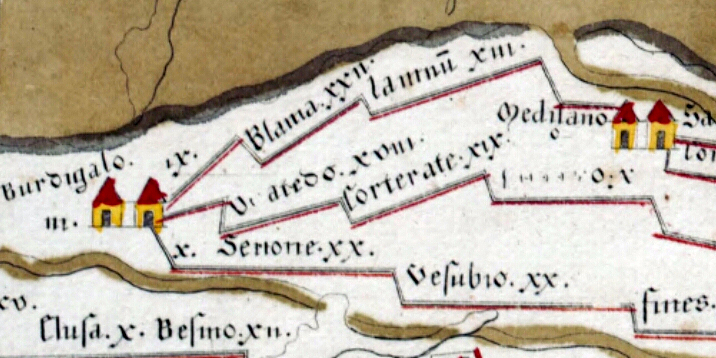
Itinéraire de Saintes (Mediolano) à Bordeaux (Burdigalo) sur la table de Peutinger.

La tour se situe le long de la voie romaine reliant Mediolanum Santonum (Saintes) à Burdigala (Bordeaux) ; cette voie est mentionnée sur la table de Peutinger et l'itinéraire d'Antonin.
Dans la topographie moderne, la tour se trouve à un peu plus d'un kilomètre au sud de Saint-Romain-de-Benet ; un chemin orienté de l'est - nord-est vers l'ouest - sud-ouest recouvre la voie romaine et la tour est implantée au milieu d'une vigne, dans un environnement boisé à une altitude de 37 m, presque au sommet d'une éminence, aucune construction n'ayant été édifiée à proximité.
Le toponyme « Pirelonge » évoque une « pierre longue » ou « pierre haute », dénomination souvent appliquée aux piles funéraires.

## Historique
La datation de la tour est difficile à établir, mais ses fondations recèlent des éléments de remploi d'un monument antérieur, comme un chapiteau datable du Ier siècle apr. J.-C. La construction de la tour de Pirelonge est donc nécessairement postérieure à cette époque. Ce raisonnement s'inspire de celui tenu pour la pile d'Aumagne, dans un contexte archéologique analogue, et suggère une construction sous la dynastie des empereurs antonins.
Les premières mentions écrites, dues à Claude Masse en 1715, décrivent un monument dans un état de conservation assez comparable à celui qu'il revêt au XXe siècle.
La tour de Pirelongue fait l’objet d’un classement au titre des monuments historiques par la liste de 1840. Elle bénéficie d'une restauration en 1989.

## Description

Les piles funéraires de Charente-Maritime.

La tour mesure 24 m de haut pour environ 6 m de côté à la base, mais sa largeur se rétrécit légèrement à deux reprises au fur et à mesure de l'élévation. Chacune de ses faces est orientée vers un point cardinal. Construite en blocage de pierres liées au mortier, elle se termine par un couronnement conique assez bien conservé qui suggère que l'ensemble de pile était parementé de la même manière, en blocs de grand appareil, bien que ce parement ait disparu.
Il n'y a pas de niche apparente mais des excavations pratiquées par des « fouilleurs » sans doute à la recherche de trésor à l'est et au sud du monument, ont été obturées à la faveur de la restauration conduite en 1989. De nombreux sondages mettent en évidence l'absence de chambre intérieure : comme les autres monuments analogues, la tour est donc pleine. Des fouilles, à la fin du XIXe siècle, ont par contre identifié les restes d'une enceinte, sur trois de ses côtés et des sépultures ont été mises en évidence dans ce périmètre.
Cette tour est comparable à la pile d'Ebéon sur la commune d'Authon-Ébéon, beaucoup moins bien conservée, ou à la pile d'Aumagne, dont l'élévation a disparu, toutes trois situées dans la civitas des Santons et à proximité du grand axe antique de Poitiers à Bordeaux. Après la pile de Cinq-Mars haute de 29,40 m, la tour de Pirelonge est la deuxième plus élevée des monuments de ce type préservés en Gaule.

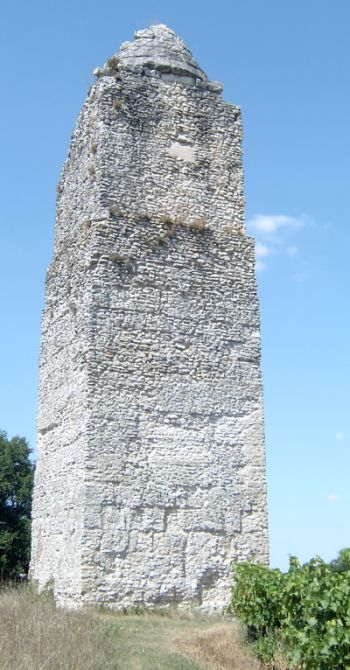
Vue générale.
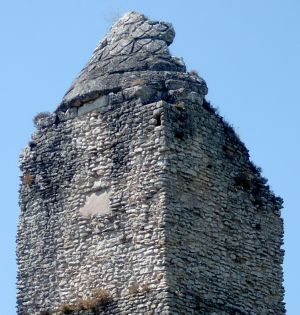
Sommet.
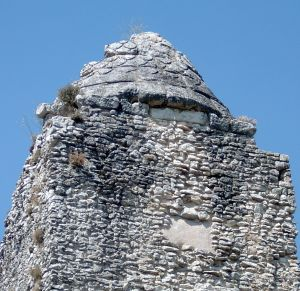
Sommet.
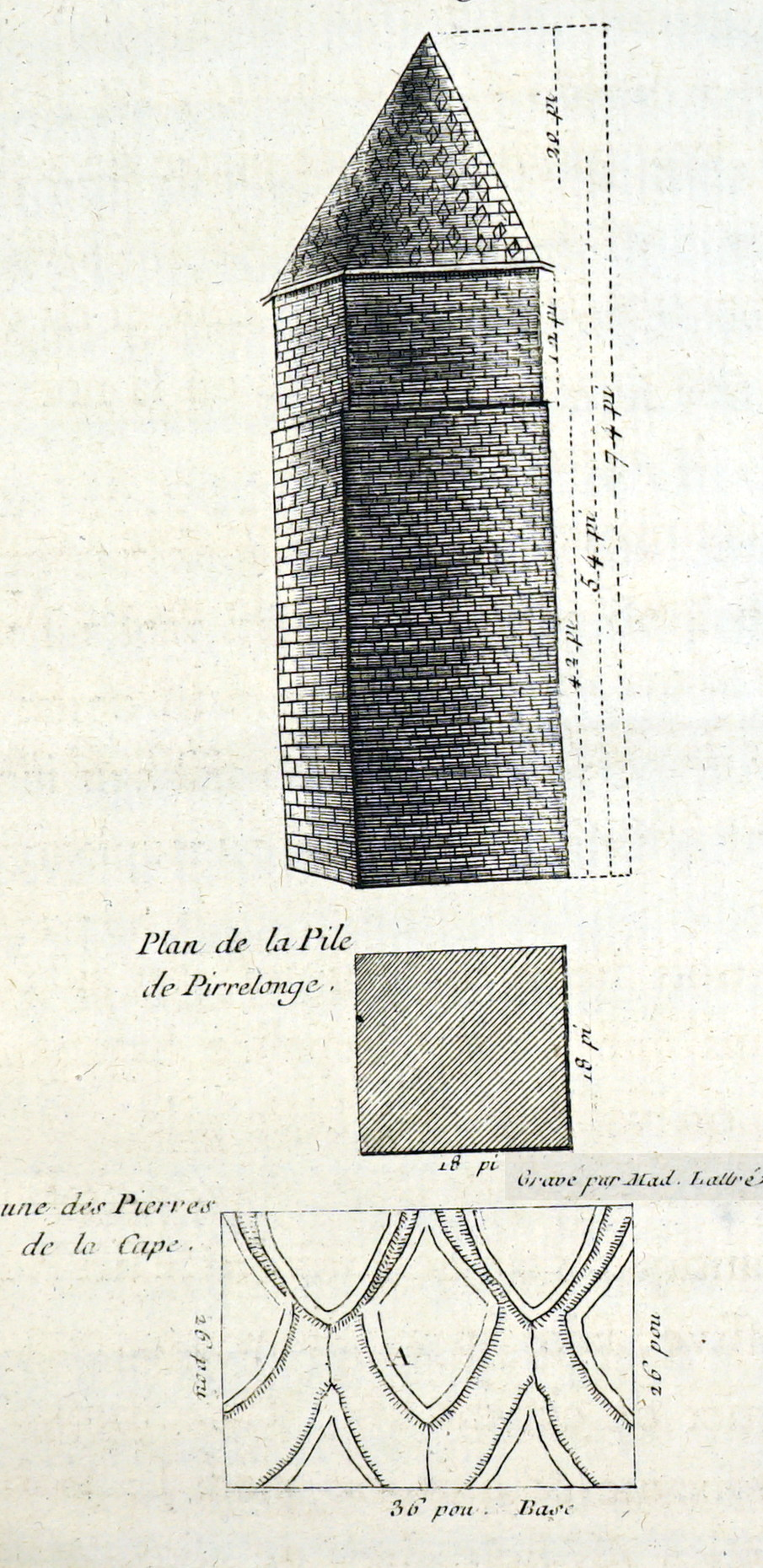
Dessin par La Sauvagère (1770).

## Fonction
Son rôle exact a été longtemps indéterminé : borne géographique, amer ou mausolée à la fin du XIXe siècle.
Le croisement des connaissances sur la tour de Pirelongue et sur d'autres piles en France permet d'être plus affirmatif quant à son rôle. Il semble désormais certain qu’il s'agit d'un cénotaphe dédié à un personnage important, comme la plupart des autres piles identifiées en France. En témoigne notamment la présence à son pied d'un enclos funéraire.